# 布里 (德塞夫勒省)
布里（法語：Brie，法語發音：[bʁi] ⓘ）是法国德塞夫勒省的一个旧市镇，属于布雷叙尔区。2019年，布里与临近的3个市镇合并为新市镇平原河谷镇。

## 地理
布里（46°55'11"N, 0°2'27"W）面积11.96 平方千米，位于法国新阿基坦大区德塞夫勒省，该省份为法国西部内陆省份，北起曼恩-卢瓦尔省，西接旺代省，南至夏朗德省和滨海夏朗德省，东临维埃纳省。
与布里接壤的市镇（或旧市镇、城区）包括：圣朗、瓦龙、圣茹安德马尔讷、阿尔赛、蒙孔图尔。

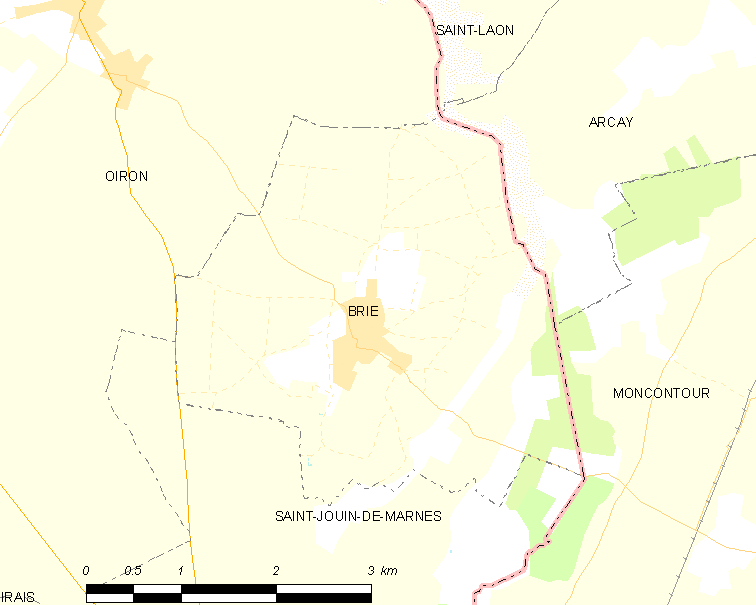
的OSM定位图

布里的时区为UTC+01:00、UTC+02:00（夏令时）。

## 行政
布里的邮政编码为79100，INSEE市镇编码为79054。

## 政治
布里所属的省级选区为图埃河谷县。

## 人口

1962-2008年间人口变化图示

布里于2018年1月1日时的人口数量为167人。